# ナリンゲニン 7-O-メチルトランスフェラーゼ
ナリンゲニン 7-O-メチルトランスフェラーゼ(Naringenin 7-O-methyltransferase、EC 2.1.1.232)は、コメから単離されたメチルトランスフェラーゼで、サクラネチンの生合成を触媒する酵素である。系統名は、S-アデノシル-L-メチオニン:(2S)-5,7,4'-トリヒドロキシフラバノン 7-O-メチルトランスフェラーゼ(S-adenosyl-L-methionine:(2S)-5,7,4'-trihydroxyflavanone 7-O-methyltransferase)である。
以下の化学反応を触媒する。
S-アデノシル-L-メチオニン + (2S)-ナリンゲニン{\displaystyle \rightleftharpoons }S-アデノシル-L-ホモシステイン + (2S)-サクラネチン
健康なコメの葉には存在しないが、紫外線、ジャスモン酸、塩化銅での処理によって誘導される。